# Mycoplasma collis
Mycoplasma collis è una specie di batterio appartenente alla famiglia delle Mycoplasmataceae.